# Aeroportul Ponta Grossa
Aeroportul Ponta Grossa (IATA: PGZ, ICAO: SBPG) este un aeroport din Paraná, Brazilia ce deservește zona Ponta Grossa. Aeroportul a fost tranzitat în 2022 de 22.245 de pasageri. A fost numit după zona deservită.
Situat la o altitudine de 789 m, aeroportul dispune de 1 pistă. Este operat de Ponta Grossa.

## Infrastructură

### Piste
Aeroportul dispune de o singură pistă. Pista 8/26 are suprafața de asfalt și dimensiunile 1.430 m × 30 m. 